# Santa Maria Regina dei Cuori
Santa Maria Regina dei Cuori je římský kostel v rione Ludovisi na via Sardegna, na rohu s via Romagna.
Kostel s připojeným konventem Padri Montfortani byl postaven v letech 1903 až 1913 architektem Passarellim v novorománském slohu. Fasáda je cihlová a v lunetě nad hlavním vchodem je zobrazeno Zvěstování.
Interiér tvoří jedna loď. Okna jsou vitrajová a na hlavním oltáři stojí mramorové sousoší Madona s dítětem, svatým Luigim di Montfortem a archandělem Gabrielem (dílo Paola Bartoliniho).